# Anisogamus difformis
Anisogamus difformis är en nattsländeart som först beskrevs av Mclachlan 1867.  Anisogamus difformis ingår i släktet Anisogamus och familjen husmasknattsländor. Inga underarter finns listade i Catalogue of Life.